# Основание Херсона
Решение об основании города Херсона на месте русского укрепления Александр-шанец, построенного в период русско-турецкой войны 1735—1739 годов в 1737 году, разрушенного в 1738 году и восстановленного в 1768 году, было принято российской императрицей Екатериной II 18(29) июня 1778 года. Город, Адмиралтейство и крепость заложены 19(30) октября 1778 года
Главным основателем города Херсон принято считать новороссийского генерал-губернатора князя Григория Потёмкина, а основную роль в строительстве города и крепости исследователи относят к деятельности генерал-цейхмейстера Ивана Ганнибала; военного инженера, полковника Николая Корсакова; адмирала Фёдора Ушакова и ряда других деятелей.

## Предыстория
В XVII веке здесь существовало поселение Белиховичи, согласно легенде основанное запорожскими казаками, и изображенное на карте Боплана, из-за постоянных нападений с юга находившееся в сильном упадке.
В 1737 году, во время 1735—1739 на месте современного города Херсона отрядом российских войск возведёно укрепление Александр-шанец, которое в 1738 году в ходе войны было разрушено, и восстановлено в период русско-турецкой войны 1768–74 годов.

## Основание города
Решение об основании города Херсона на месте укрепления Александр-шанец принято императрицей Екатериной II 18(29) июня 1778 года. Город, Адмиралтейство и крепость заложены 19(30) октября 1778 года.
Город возводился одновременно со строительством судоверфи, и на это строительство правительством Российской империи были затрачены огромные ресурсы. Через некоторое время и после основания Николаева в 1789 году, а также основания Одессы в 1794 году стало очевидно, что масштабное судостроение целесообразнее осуществлять в более глубоких водах, и понимание этого стало причиной перевода части судостроительной промышленности в город Николаев, а более интенсивная торговля оказалась перенесена в Одессу, но эти события не приостановили развитие Херсона. В 1803 года Херсон стал центром Херсонской губернии, вокруг которого изначально развивался весь Новороссийский край.
Доктор экономических наук, профессор, академик Крымской Академии наук Олег Котолупов и доктор социологических наук, профессор, академик, член президиума Крымской Академии наук Павел Хриенко пишут, что становление Херсона следует рассматривать в контексте Греческого проекта Екатерины II, согласно которому планировалось построение огромной православной империи, к которой должен был отойти Константинополь и освобожденная от Османской империи Греция и другие православные страны юга Европы. В контексте этого следует также рассматривать выбор названия для нового города — Херсон, который, вероятно, является производным от имени города Херсонеса Таврического в Крыму.

## Вопрос титула основателя города
Большинство исследователей сходится во мнении, что основная роль в основании города Херсона принадлежит Григорию Потёмкину. Доктор исторических наук, профессор Снежана Шендрикова пишет, что в руках Потёмкина было сосредоточено управление всей южной Россией от Черного до Каспийского морей. В 1776 году он был назначен генерал-губернатором Новороссийской, Азовской и Астраханской губерний, и реализовывал план борьбы с Турцией вплоть до уничтожения турецкого государства и воссоздания Византии, а при устье Днепра Потёмкин заложил Херсон с корабельной верфью.
Непосредственно строительством Херсона с момента основания города занимались генерал-цейхмейстер Иван Ганнибал, военный инженер полковник Николай Корсаков, адмирал Фёдор Ушаков и ряд других деятелей.
Отдельные исследователи, в частности, санкт-петербургский историк Анатолий Кучирь, опротестовывает ведущую роль Потёмкина в основании и строительстве Херсона, отдавая преимущественные заслуги в строительство крепости и судоверфи командиру Херсонской крепости Ивану Ганнибалу.